# قلعه زاکیمی
قلعه زاکیمی (به ژاپنی: 座喜味城, Zakimi jō) یک گوسوکو در تومیتان در استان اوکیناوا است.